# 大圣伯拉修堂
大圣伯拉修堂（San Biagio Maggiore）是一座小型前宗教建筑，位于意大利那不勒斯市中心，圣伯拉修街（Via San Biagio dei Librai）与亚美尼亚的圣额我略街（Via San Gregorio Armeno）交汇处，毗邻并连续多年与圣雅纳略堂（San Gennaro all’Olmo）是一整体。

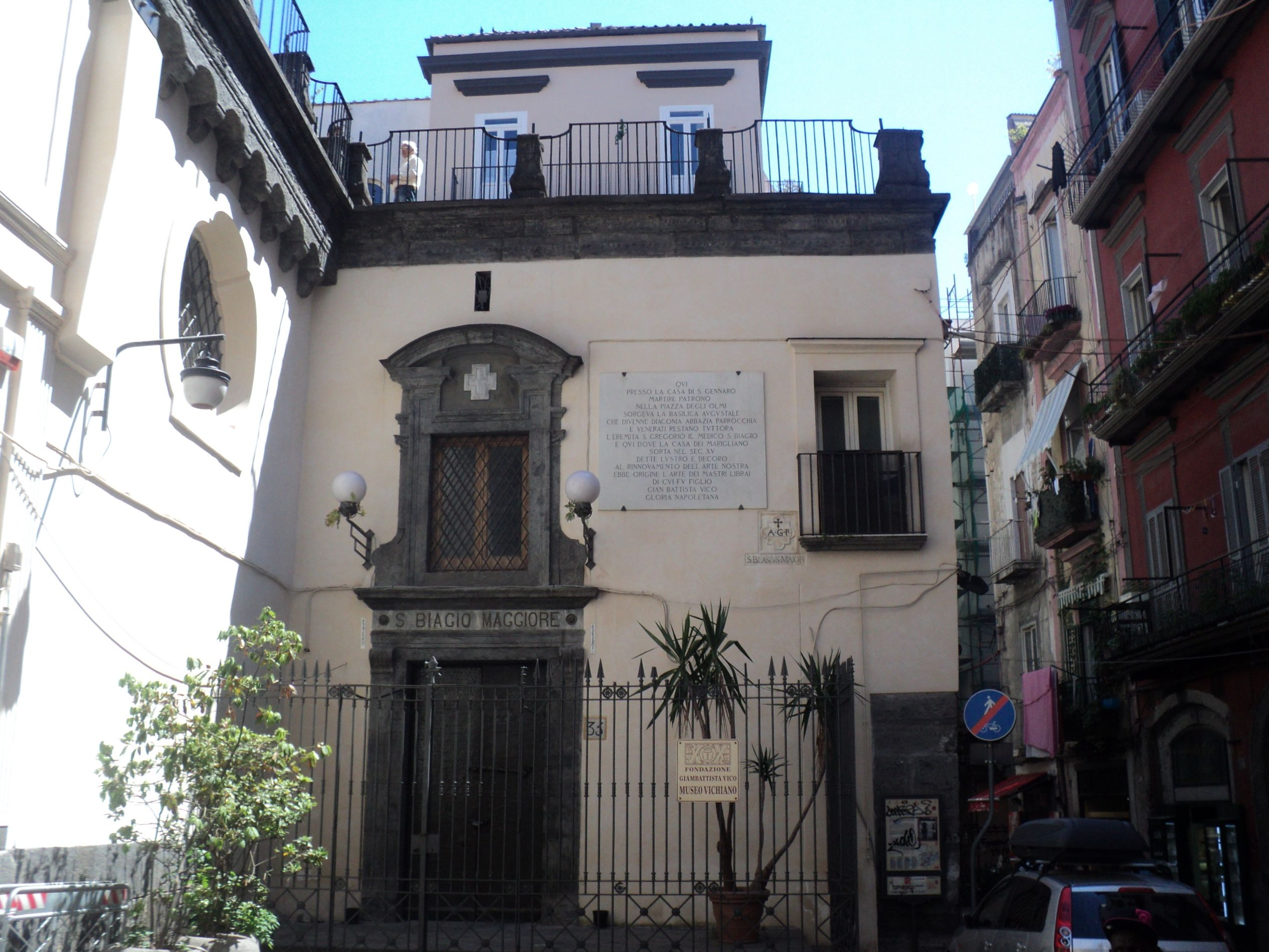
立面

## 历史
该堂建于8世纪，当时亚美尼亚修士 因拜占庭的圣像破坏运动，逃到那不勒斯。他们带来了圣额我略和圣伯拉修的遗骨。他们初步建成一个小堂，保存圣伯拉修的遗骨，毗邻圣雅纳略堂。1543年，小堂的管理权交给了聚集在该区的书商会（Librai）。后者在这个位置为遗骨构建一个小教堂。到1628年，对圣伯拉修的崇拜有所增加，被宣布为那不勒斯王国的主保圣人。圣人和小堂也参与了希望结婚的贫困妇女和喉炎患者的代祷。1631年，Francesco Buoncompagno枢机建立了我们现在看到的新的小堂。圣人雕像已移至圣斐理伯圣雅各伯堂。多年来，该堂陷入衰退，现在是世俗建筑，由文化组织詹巴蒂斯塔·维柯基金会管理。
40°50′58″N 14°15′30″E / 40.849460°N 14.258350°E